# Tiro esportivo nos Jogos Pan-Americanos de 1991
As competições de tiro esportivo nos Jogos Pan-Americanos de 1991 foram realizadas em Havana, em Cuba. Trinta e oito eventos concederam medalhas.

## Medalhistas
Masculino
| Evento                                       | Ouro                             | Prata                    | Bronze                       |
| -------------------------------------------- | -------------------------------- | ------------------------ | ---------------------------- |
| Pistola de ar 10 m detalhes                  | Bernardo Tovar ( COL )           | Ben Amonetts ( USA )     | Wilson Scheidemantel ( BRA ) |
| Carabina de ar 10 m detalhes                 | David Johnson ( USA )            | Robert Foth ( USA )      | Guy Lorion ( CAN )           |
| Alvo móvel 10 m detalhes                     | Francis Allen ( USA )            | Julio Sandoval ( GUA )   | Scott Swinney ( USA )        |
| Pistola de fogo central 25 m detalhes        | Don Nygord ( USA )               | Darius Young ( USA )     | Oscar Yuston ( ARG )         |
| Tiro rápido 25 m detalhes                    | John McNally ( USA )             | Rafael Rodríguez ( CUB ) | Guillermo Reyes ( CUB )      |
| Pistola padrão 25 m detalhes                 | Eduardo Suárez ( USA )           | Guillermo Reyes ( CUB )  | Don Nygord ( USA )           |
| Pistola 50 m detalhes                        | Vicente de la Cruz ( CUB )       | Ben Amonetts ( USA )     | Rodney Colwel ( CAN )        |
| Carabina de pé 50 m detalhes                 | Robert Foth ( USA )              | Thomas Tamas ( USA )     | Hermes Rodríguez ( CUB )     |
| Carabina ajoelhado 50 m detalhes             | Michael Anti ( USA )             | Mart Klepp ( CAN )       | Thomas Tamas ( USA )         |
| Alvo móvel 50 m detalhes                     | Jorge Ríos ( CUB )               | José Hernández ( CUB )   | Troy Lawton ( USA )          |
| Alvo móvel 50 m com corridas mistas detalhes | Jorge Ríos ( CUB )               | Scott Swinney ( USA )    | José Hernández ( CUB )       |
| Carabina deitado 50 m detalhes               | Thomas Tamas ( USA )             | Robert Foth ( USA )      | Hugo Romero ( ECU )          |
| Carabina três posições 50 m detalhes         | Michael Anti ( USA )             | Robert Foth ( USA )      | Mart Klepp ( CAN )           |
| Fossa olímpica detalhes                      | Jay Waldron ( USA )              | George Leary ( CAN )     | Richard Chordash ( USA )     |
| Skeet detalhes                               | Guillermo Alfredo Torres ( CUB ) | Dean Clark ( USA )       | William Roy ( USA )          |

Feminino
| Evento                               | Ouro                        | Prata                      | Bronze                      |
| ------------------------------------ | --------------------------- | -------------------------- | --------------------------- |
| Pistola de ar 10 m detalhes          | Sharon Cozzarin ( CAN )     | Elizabeth Callahan ( USA ) | Tânia Giansante ( BRA )     |
| Carabina de ar 10 m detalhes         | Debra Sinclair ( USA )      | Launi Melli ( USA )        | Sharon Bowes ( CAN )        |
| Pistola 25 m detalhes                | Margarita Tarradell ( CUB ) | Connie Petracek ( USA )    | Roxane Thompson ( USA )     |
| Carabina deitado 50 m detalhes       | Tammie de Angelis ( USA )   | Christina Ashcroft ( CAN ) | Michele Scarborough ( USA ) |
| Carabina três posições 50 m detalhes | Debra Sinclair ( USA )      | Tammie de Angelis ( USA )  | Christina Ashcroft ( CAN )  |

Equipes
| Evento                                                 | Ouro               | Prata                    | Bronze        |
| ------------------------------------------------------ | ------------------ | ------------------------ | ------------- |
| Pistola de ar 10 m masculino detalhes                  | MEX México         | DOM República Dominicana | BRA Brasil    |
| Pistola de ar 10 m feminino detalhes                   | USA Estados Unidos | CAN Canadá               | CUB Cuba      |
| Carabina de ar 10 m masculino detalhes                 | CAN Canadá         | USA Estados Unidos       | CUB Cuba      |
| Carabina de ar 10 m masculino detalhes                 | USA Estados Unidos | CAN Canadá               | CUB Cuba      |
| Alvo móvel 10 m masculino detalhes                     | GUA Guatemala      | USA Estados Unidos       | CUB Cuba      |
| Pistola de fogo central 25 m masculino detalhes        | USA Estados Unidos | BRA Brasil               | ARG Argentina |
| Pistola padrão 25 m masculino detalhes                 | USA Estados Unidos | ARG Argentina            | CUB Cuba      |
| Tiro rápido 25 m masculino detalhes                    | USA Estados Unidos | CUB Cuba                 | COL Colômbia  |
| Pistola 25 m feminino detalhes                         | CUB Cuba           | USA Estados Unidos       | COL Colômbia  |
| Pistola 50 m masculino detalhes                        | CAN Canadá         | CUB Cuba                 | VEN Venezuela |
| Alvo móvel 50 m masculino detalhes                     | CUB Cuba           | USA Estados Unidos       | COL Colômbia  |
| Alvo móvel 50 m com corridas mistas masculino detalhes | CUB Cuba           | USA Estados Unidos       | GUA Guatemala |
| Carabina deitado 50 m masculino detalhes               | USA Estados Unidos | CUB Cuba                 | ARG Argentina |
| Carabina deitado 50 m feminino detalhes                | USA Estados Unidos | CUB Cuba                 | BRA Brasil    |
| Carabina três posições 50 m masculino detalhes         | USA Estados Unidos | CUB Cuba                 | ARG Argentina |
| Carabina três posições 50 m feminino detalhes          | USA Estados Unidos | CUB Cuba                 | BRA Brasil    |
| Fossa olímpica masculino detalhes                      | CAN Canadá         | USA Estados Unidos       | CUB Cuba      |
| Skeet masculino detalhes                               | USA Estados Unidos | CUB Cuba                 | ARG Argentina |

## Ligação externa
- Jogos Pan-Americanos de 1991